# شبگرد طلایی
شبگرد طلایی (نام علمی: Caprimulgus eximius) نام یک گونه از تیره شبگردان است.